# 傷形龍屬
傷形龍屬（學名：Dryptosauroides）是獸腳亞目下的一屬恐龍，生活於白堊紀末期。牠有可能屬於阿貝力龍科。
牠的化石包括了六節尾椎，發現於印度的拉米塔組（Lameta Formation）地層，地質年代約馬斯垂克階。這些化石長13到14公分，最出被鑑定為背椎。但是，這些化石卻不能與其他相似的化石分辨開來，所以傷形龍一直被認為是疑名。
模式種是重大傷形龍（D. grandis），是由休尼（Friedrich von Huene）及Charles Matley於1933年描述、命名的。屬名意為「傷龍的類似外形」；種名在拉丁文意為「巨大的」。

## 外部連結
- 恐龍博物館——傷形龍